# Involuntary manslaughter (England und Wales)
Involuntary manslaughter (dt. ~ ‚fahrlässiger Totschlag‘) bezeichnet im englischen Strafrecht einen Straftatbestand für Tötungsdelikte. Involuntary manslaughter ist nicht durch Statute Law geregelt, sondern ein Common Law Offence. Das Delikt ist dadurch gekennzeichnet, dass der Täter eine Person ohne intent (~ Vorsatz) tötet. Dabei wird zwischen gross negligence manslaughter (~ grobe Sorgfaltspflichtverletzung) auf der einen Seite und constructive oder reckless manslaughter auf der anderen Seite unterschieden. Bei constructive manslaughter muss die Handlung, die kausal für den Tod des Opfers ist, per se ungesetzlich (unlawful in itself) sein. Ein Gericht musste etwa den Fall eines Tankstellenwarts beurteilen, der an einem Herzinfarkt starb, nachdem ein Räuber eine Pistole auf ihn gerichtet hatte. Obwohl der Räuber nicht die Absicht hatte, den Tankstellenwart zu töten (die Waffe war ein Imitat), kann das Richten einer Waffe auf jemanden objektiv zu einem Schock führen.